# Colt 1911
Colt M1911 (také známý jako 1911 , Colt 1911 , Colt .45 nebo Colt Government v případě modelů vyráběných Coltem ) je jednočinná , zpětným rázem ovládaná , poloautomatická pistole s nábojem .45 ACP .  Oficiální označení pistole v USA od roku 1940 bylo Automatic Pistol, Kalibr .45, M1911 pro původní model přijatý v březnu 1911, a Automatic Pistol, Kalibr .45, M1911A1 pro vylepšený model M1911A1 , který vstoupil do služby v roce 1926. Označení se změnilo na Pistol, Caliber .45, Automatic, M1911A1 v době války ve Vietnamu. 
M1911, navržený Johnem Browningem , je nejznámějším z jeho návrhů využívajících princip krátkého zpětného rázu ve svém základním designu. Pistole byla široce kopírována a tento operační systém se stal předním typem 20. století a téměř všech moderních pistolí se středovým zápalem. Je oblíbený u civilních střelců v soutěžních akcích, jako je International Defensive Pistol Association a International Practical Shooting Confederation . 
Americká armáda za dobu své životnosti obstarala kolem 2,7 milionu pistolí M1911 a M1911A1. Pistole sloužila jako standardní zbraň pro ozbrojené síly Spojených států od roku 1911 do roku 1985.  Byla široce používána v první světové válce ,  druhé světové válce , korejské válce a válce ve Vietnamu . M1911A1 byla nahrazena přijetím 9mm pistole Beretta M9 jako standardní americké vojenské ruční zbraně v roce 1985. Americká armáda však oficiálně nenahradila M1911A1 Berettou M9 až do října 1986; zpoždění výroby a zadávání zakázek udrželo 1911A1 v provozu s některými jednotkami po roce 1989. 1911A1 nebyl nikdy úplně vyřazen. Modernizované odvozené varianty M1911 jsou stále používány některými jednotkami speciálních sil americké armády , americké námořní pěchoty a amerického námořnictva .

## Historie
Pistole M1911 vznikla koncem 90. let 19. století jako výsledek hledání vhodné samonabíjecí (nebo poloautomatické) pistole, která by nahradila různé revolvery v té době v provozu. 
Spojené státy přijímaly nové střelné zbraně fenomenální rychlostí; několik nových pistolí a dvě zcela nové služební pušky ( M1892/96/98 Krag a M1895 Navy Lee ), stejně jako série revolverů Colt a Smith & Wesson pro armádu a námořnictvo, byly přijaty právě v tomto desetiletí. [ nutná citace ]
V příštím desetiletí bude podobné tempo, včetně přijetí několika dalších revolverů a intenzivního hledání samonabíjecí pistole, které by vyvrcholilo oficiálním přijetím M1911 po přelomu desetiletí. [ nutná citace ]
Hiram S. Maxim navrhl samonabíjecí pušku v 80. letech 19. století, ale zabýval se kulomety . Nicméně aplikace jeho principu využití energie nábojnice k nabíjení vedlo v roce 1896 k několika samonabíjecím pistolím. Návrhy upoutaly pozornost různých armád, z nichž každá začala s programy, aby našla vhodnou pistoli pro své síly. V USA by takový program vedl k formálnímu testu na přelomu 20. století. 
Během konce roku 1899 a do roku 1900 byl proveden test samonabíjecích pistolí, včetně záznamů od Mauser ( C96 "Broomhandle" ), Mannlicher ( Mannlicher M1894 ) a Colt ( Colt M1900 ). 
To vedlo k nákupu 1 000 pistolí DWM Luger s nábojovou komorou 7,65 mm Luger . Během polních zkoušek se tyto dostaly do určitých problémů, zejména s brzdnou silou . Podobné stížnosti podaly i další vlády. V důsledku toho DWM vyrobila zvětšenou verzi náboje, 9×19 mm Parabellum s padesáti zbraněmi, které pro ni měla komora testovaná americkou armádou v roce 1903. 

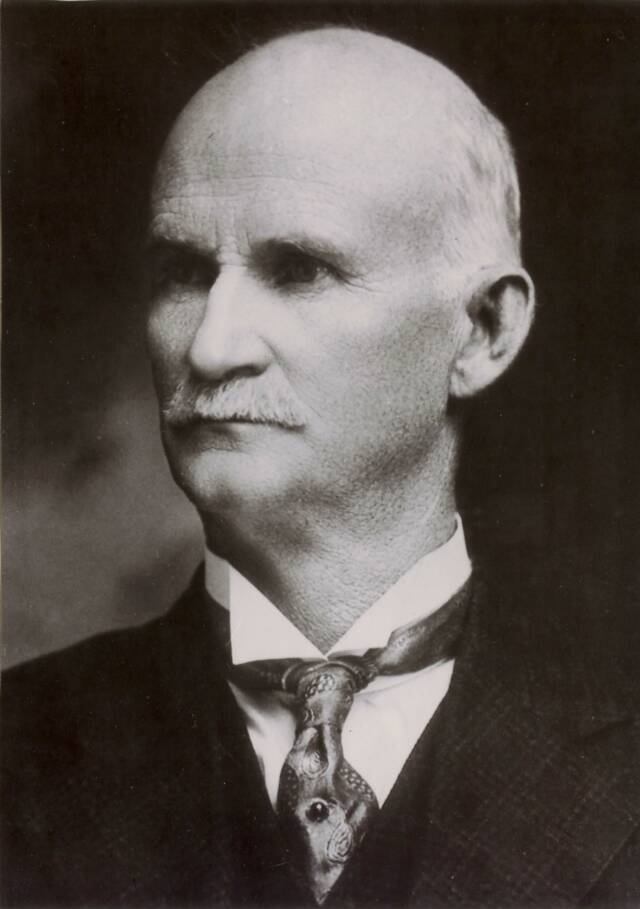
John Browning

Americké jednotky bojující proti partyzánům Tausūg v povstání Moro v Sulu během filipínsko-americké války za použití tehdy standardního revolveru Colt M1892 , .38 Long Colt , zjistily, že je nevhodný pro přísné podmínky válčení v džungli , zejména pokud jde o brzdnou sílu . protože Morové měli vysokou bojovou morálku a často používali drogy k potlačení pocitu bolesti.  Americká armáda se krátce vrátila k používání jednočinného revolveru M1873 v ráži .45 Colt , který byl standardem na konci 19. století; bylo zjištěno, že těžší střela je účinnější proti útočícím domorodcům.  Problémy přiměly náčelníka arzenálu generála Williama Croziera , aby povolil další testování nové služební pistole. 
Po zkouškách účinnosti náboje z pistole Thompson-LaGarde z roku 1904 plukovník John T. Thompson prohlásil, že nová pistole „neměla být menší než ráže 0,45“ a přednostně by byla v provozu poloautomatická.  To vedlo v roce 1906 ke zkouškám pistolí od šesti společností vyrábějících střelné zbraně (jmenovitě Colt , Bergmann , Deutsche Waffen- und Munitionsfabriken (DWM), Savage Arms , Knoble, Webley a White-Merrill). 
Ze šesti předložených návrhů byly tři předčasně vyřazeny a zůstaly pouze návrhy Savage , Colt a DWM uložené v novém náboji .45 ACP (Automatic Colt Pistol).  Tito tři měli stále problémy, které potřebovaly opravu, ale pouze Colt a Savage znovu předložili své návrhy. O důvodech stažení DWM se vedou určité debaty – někteří říkají, že se domnívali, že došlo k zaujatosti a že design DWM byl používán primárně jako „ švihadlo “ pro pistole Savage a Colt,  i když to příliš nesedí. dřívější nákup designu DWM z roku 1900 přes položky Colt a Steyr. V každém případě se v letech 1907 až 1911 konala série testů v terénu, aby se rozhodlo mezi konstrukcemi Savage a Colt.  Oba návrhy byly mezi každým kolem testování vylepšeny, což vedlo ke konečnému testu před přijetím. 
Mezi oblasti úspěchu Coltu patřil test na konci roku 1910, kterého se zúčastnil jeho konstruktér John Browning. Z jedné pistole bylo během dvou dnů vystřeleno šest tisíc nábojů. Když se pistole začala zahřívat, byla jednoduše ponořena do vody, aby se ochladila. Zbraň Colt prošla bez hlášených poruch, zatímco konstrukce Savage jich měla 37. 

### Servisní historie
[ upravit ]
Po úspěchu ve zkouškách byla pistole Colt formálně přijata armádou 29. března 1911, kdy byla označena jako „Model 1911“, později změněna v roce 1917 na „Model 1911“ a poté „M1911“ v polovině roku 20. léta 20. století. Ředitel Civilian Marksmanship zahájil výrobu pistolí M1911 pro členy National Rifle Association of America v srpnu 1912. Přibližně 100 pistolí označených „NRA“ pod sériovým číslem bylo vyrobeno ve Springfield Armory a Colt.  M1911 byl formálně přijat americkým námořnictvem a námořní pěchotou v roce 1913. .45 ACP „Model americké armády z roku 1911“ byl používán jak vojáky kavalérie americké armády, tak pěchotou během trestné expedice Spojených států do Mexika proti Pancho Villa v roce 1916. 

#### První světová válka
[ upravit ]
Do začátku roku 1917 bylo americkým ozbrojeným silám dodáno celkem 68 533 pistolí M1911 Colt's Patent Firearms Manufacturing Company a Springfield Armory americké vlády . Potřeba značně rozšířit americké vojenské síly a výsledný nárůst poptávky po střelné zbrani v první světové válce však vedly k rozšíření výroby na další dodavatele kromě Colt a Springfield Armory, včetně Remington- UMC a North American Arms Co. of Quebec.  Několik dalších výrobců získalo smlouvy na výrobu M1911, včetně National Cash Register Company , Savage Arms Company, Caron Brothers Manufacturing of Montreal, Burroughs Adding Machine Co. , Winchester Repeating Arms Company a Lanston Monotype Company. , ale podepsání příměří mělo za následek zrušení smluv ještě předtím, než byly vyrobeny nějaké pistole. 

#### Meziválečné změny
[ upravit ]
Zkušenosti z bitevního pole v první světové válce vedly k několika menším externím změnám, dokončeným v roce 1924. Nová verze obdržela upravenou typovou klasifikaci, M1911A1, v roce 1926 s ustanovením, že M1911A1 by měly mít sériová čísla vyšší než 700 000 s nižšími sériovými čísly označenými M1911.  Změny u M1911A1 oproti původnímu provedení sestávaly z kratší spouště, výřezů v rámu za spouští, klenutého pouzdra hlavní pružiny, delší bezpečnostní ostruhy rukojeti (pro zabránění kousnutí kladivem ), širší mušky, zkrácené ostruhy kladiva a zjednodušenou kontrolu úchopu (eliminující reliéfy „Double Diamond“).  Tyto změny byly nenápadné a do značné míry zamýšlely usnadnit střelbu z pistole pro ty, kdo mají menší ruce. Nebyly provedeny žádné významné vnitřní změny a díly zůstaly zaměnitelné mezi M1911 a M1911A1. 
David Marshall Williams, který pracoval pro US Ordnance Office, vyvinul cvičnou verzi ráže .22 M1911, která používala plovoucí komoru , která poskytovala zpětný ráz dlouhé pušky ráže .22 podobný verzi .45.  Jako Colt Service Ace byl tento dostupný jak jako pistole, tak jako konverzní sada pro pistole ráže .45 M1911. 
Před druhou světovou válkou bylo 500 kusů M1911 vyrobeno v licenci norské zbrojovky Kongsberg Vaapenfabrikk jako Automatisk Pistol Model 1912 . Poté se výroba přesunula na upravenou verzi označenou Pistol Model 1914 a neoficiálně známou jako „ Kongsberg Colt “. Pistole M/1914 je známá svým neobvyklým prodlouženým dorazem závěru, který byl specifikován norskými úřady pro výzbroj. V letech 1914 až 1940 bylo vyrobeno 22 tisíc, ale výroba pokračovala i po německé okupaci Norska v roce 1940 a bylo vyrobeno 10 000 kusů pro německé ozbrojené síly jako Pistole 657 (n) . 
Mezi lety 1927 a 1966 bylo v Argentině vyrobeno 102 000 pistolí M1911 jako Sistema Colt Modelo 1927 , nejprve Dirección General de Fabricaciones Militares . Podobná zbraň, Ballester–Molina , byla také navržena a vyrobena. 
Pistole M1911 a M1911A1 byly také objednány od Coltu nebo vyráběny na domácím trhu v upravené podobě několika dalšími státy, včetně Brazílie (smluvní pistole M1937), Mexika (mexická smluvní pistole M1911 a pistole Obregón ) a Španělska (soukromí výrobci Star a Llama ) . . [ nutná citace ]

#### světové války
[ upravit ]
Druhá světová válka a roky před ní vyvolaly velkou poptávku. Během války vláda USA koupila asi 1,9 milionu kusů pro všechny síly, přičemž výrobu provedlo několik výrobců, včetně Remington Rand (vyrobeno 900 000), Colt (400 000), Ithaca Gun Company (400 000), Union Switch & Signal ( 50 000) a Singer (500). Nové pistole M1911A1 dostaly místo modření parkerizovaný kovový povrch a dřevěné panely rukojeti byly nahrazeny panely z hnědého plastu. M1911A1 byla během války oblíbenou ruční zbraní amerického i spojeneckého vojenského personálu. Zejména byla pistole ceněna některými britskými jednotkami komanda a britským vysoce tajným Special Operations Executive , stejně jako jihoafrickými jednotkami Commonwealthu. 
Pistole M1911A1 se během války vyráběla ve velmi velkém množství. Na konci nepřátelství vláda zrušila všechny smlouvy na další výrobu a využila stávající zásoby zbraní k vybavení personálu. Mnoho z těchto zbraní vidělo servisní použití a musely být přestavěny a renovovány, než byly vydány. Od poloviny 20. do poloviny 50. let byly v amerických arzenálech a servisních skladech renovovány tisíce 1911 a 1911A1. Tyto přestavby se skládaly z čehokoli od drobných inspekcí až po velké generální opravy. Pistole, které byly renovovány ve vládních arzenálech, budou obvykle označeny na rámu/přijímači iniciálami arzenálu, jako je RIA pro Rock Island Armory nebo SA pro Springfield Armory. [ nutná citace ]
Mezi sběrateli jsou dnes zvláště pistole vyráběné Singerem vysoce ceněné, a to i ve špatném stavu, které si vyžádají vysoké ceny. 

## Systém uzamčení

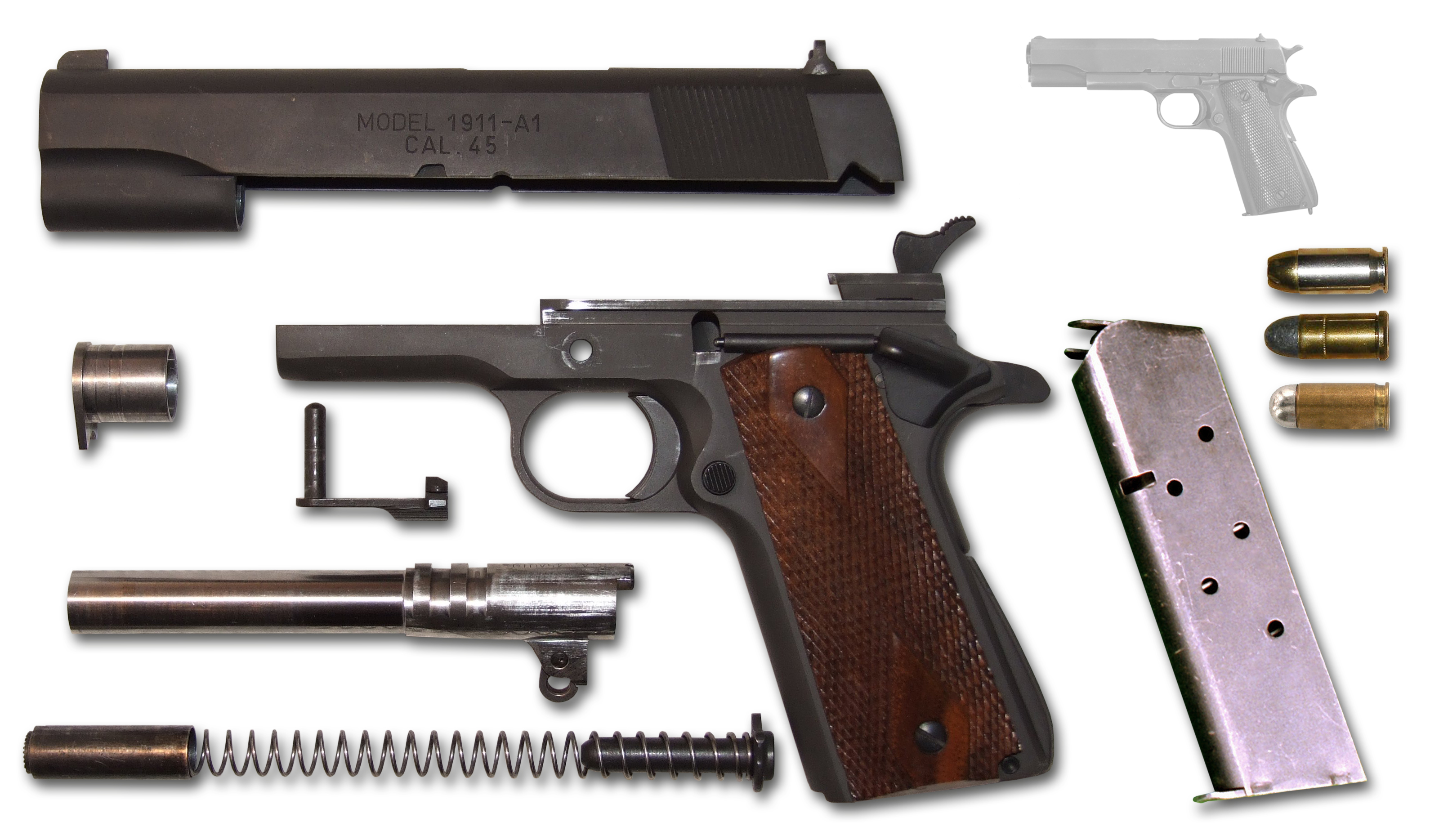
Rozebraná pistole M 1911 A1 z moderní výroby

Závěr pistole je uzamčen pomocí dvou žeber na hlavni, která zapadají do příslušných vybrání v závěru. Závěr se odemyká po krátkém pohybu vzad, kdy díky pohyblivému řetízkovému článku pod nábojovou komorou poklesne zadní část hlavně, její uzamykací žebra vyjdou z vybrání v závěru, hlaveň se zastaví a vzad pokračuje již jen závěr.
Jedná se o jednočinnou pistoli pracující v režimu SA – před prvním výstřelem je nutno ručně natáhnout kohout zbraně – nelze tedy jako u dvojčinných zbraní vypálit první ránu pouhým protažením spouště. Avšak není nutno natahovat kohout zvlášť v případě, když je pohybem závěru zaváděn náboj do nábojové komory- tehdy je kohout natažen pohybem závěru.

## Varianty
- M 1911 – Základní celoocelový model, zavedený do výzbroje v roce 1911. Bylo vyrobeno také 12000 kusů v ráži .455 Webley pro Velkou Británii. Kromě firmy Colt vyráběly tyto pistole pro americkou armádu během první světové války i společnosti Springfield Armory a Remington
- M 1911 A1 – Modernizovaný model, zaváděný do výzbroje od roku 1924. Hlavní odlišnosti od předchozího provedení: obloukový hřbet dolní poloviny rukojeti, vybrání ve tvaru půlměsíce na rámu za spouští, kratší spoušť, jiný tvar výběžku dlaňové pojistky, jiný tvar palečníku kohoutu. Kromě firmy Colt vyráběly tyto pistole pro americkou armádu během druhé světové války i společnosti Remington, Ithaca Gun, Union Switch & Signal, Singe. Od roku 1946 se razil na pistole určené pro civilní trh nápis Colt Government Model. Časem se slovní spojení Government Model (vládní model) či pouze Government začalo používat obecně k označení všech pistolí řady 1911 v plné velikosti

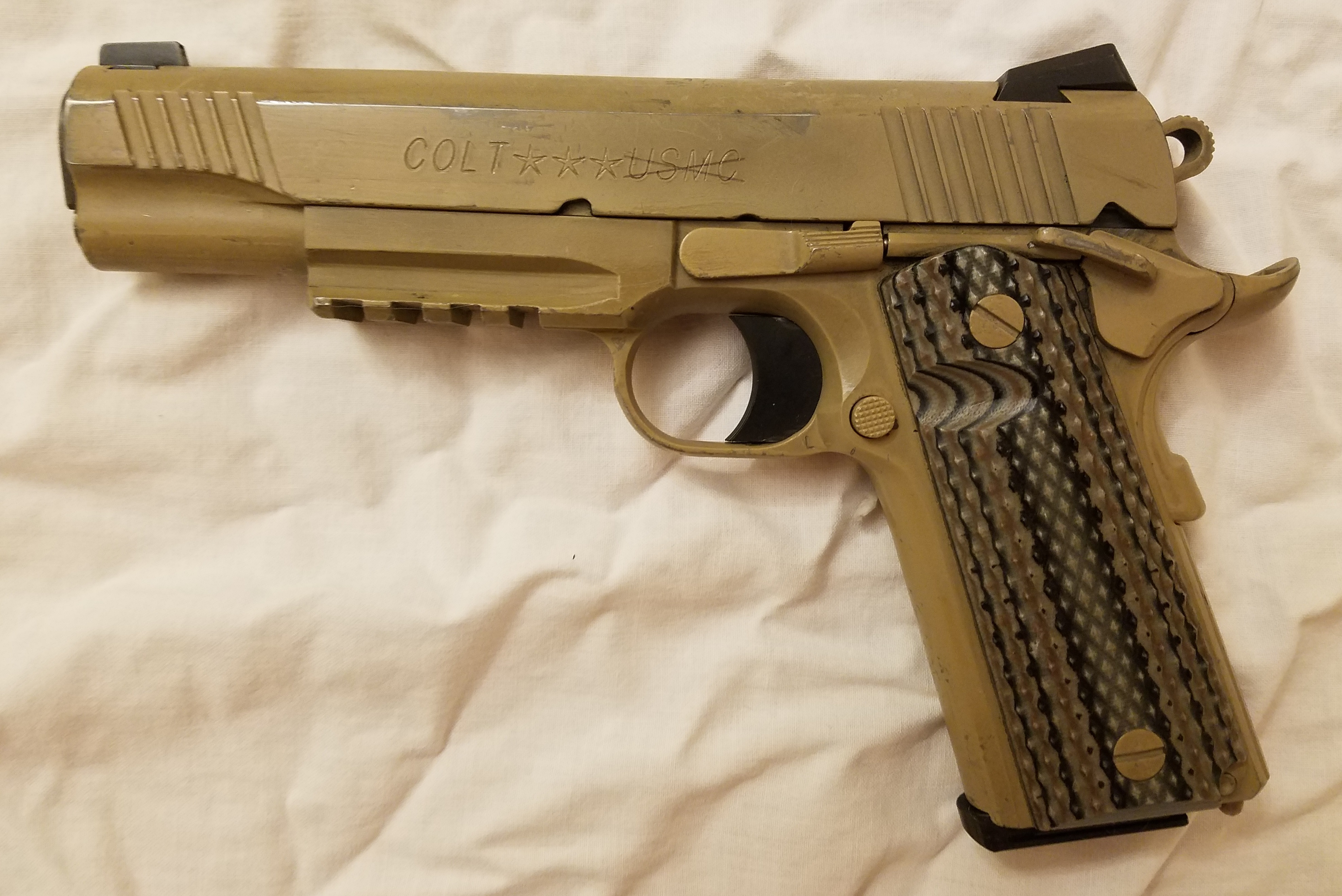
colt M45A1

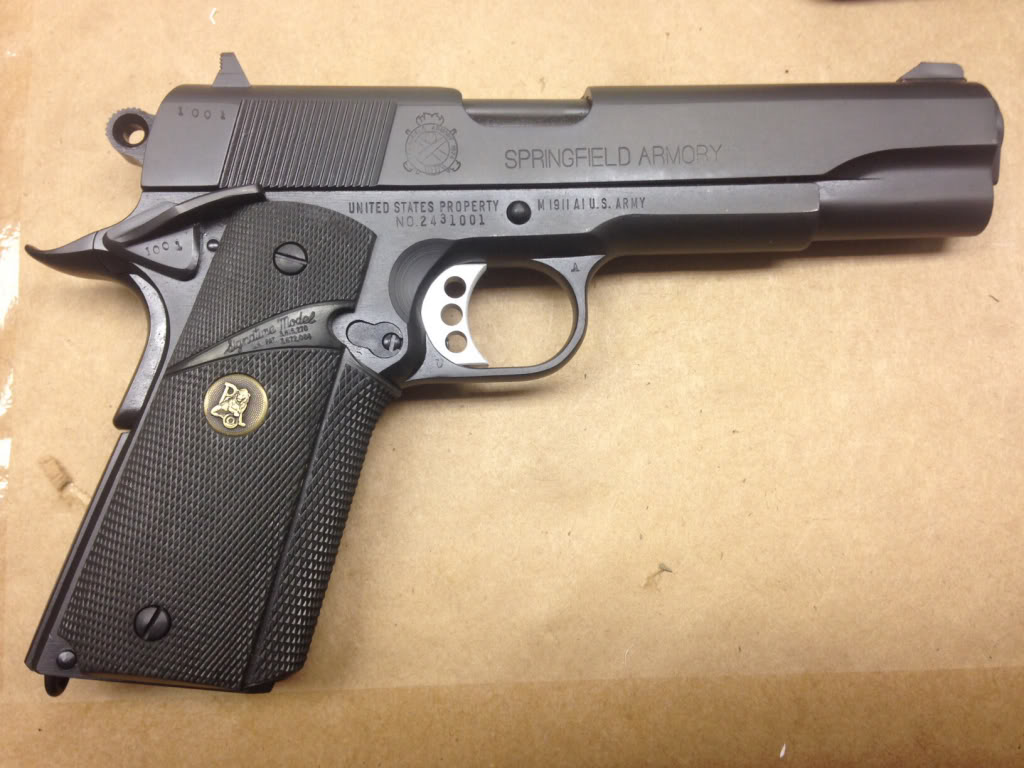

- MEU(SOC)pistol - V roce 2002 článek v časopise American Handgunner uváděl, že „mariňáci zbrojíři ze sekce Precision Weapons Section, MCBQ“ vyrábějí 789 pistolí MEU (SOC) 1911. Desátník Gravenese předvádí sílu pistole, jak je znázorněno výše. Revidovaný seznam dílů zahrnoval hlavně, pouzdra, čepy záchytných kolíků, pružiny spouští, vyhazovače, zarážky úderníků, pouzdra hlavní pružiny a hlavní pružiny, vše od společnosti Nowlin Manufacturing.  Závěry byly objednány od společnosti Springfield Armory , čepy předních mířidel, pojistky typu „beavertail“ a vodítka vratných pružin od společnosti Ed Brown. Novak byl smluvně zadán pro zadní mířidla, Wilson Combat dodal vytahovače a tlačítka pro uvolnění zásobníku, zatímco King's Gun Works dodala pojistky pro praváky a palce s oboustrannými pojistkami.MEUSOCcolt M45A1Mariňák může z této pistole během výcvikového cyklu a následného nasazení vystřelit až 80 000 ran.  Častěji však mariňák vrací pistoli na vojenskou základnu v Quanticu k přestavbě po 10 000 vystřelených ranách.  Přestavba zahrnuje likvidaci téměř všech částí zbraně kromě rámu, který byl před rokem 2003 vyroben vládou USA v roce 1945.  Rám je zkontrolován a znovu použit, pokud stále splňuje vojenské specifikace.  V inventáři USMC jsou rámy, z nichž bylo vystřeleno až 500 000 ran. Velitel dílny pro přesné zbraně, vrchní praporčík č. 5 Ken Davis, v roce 2001 prohlásil, že M1911 je „jediná pistole, která tomuto použití odolá“.

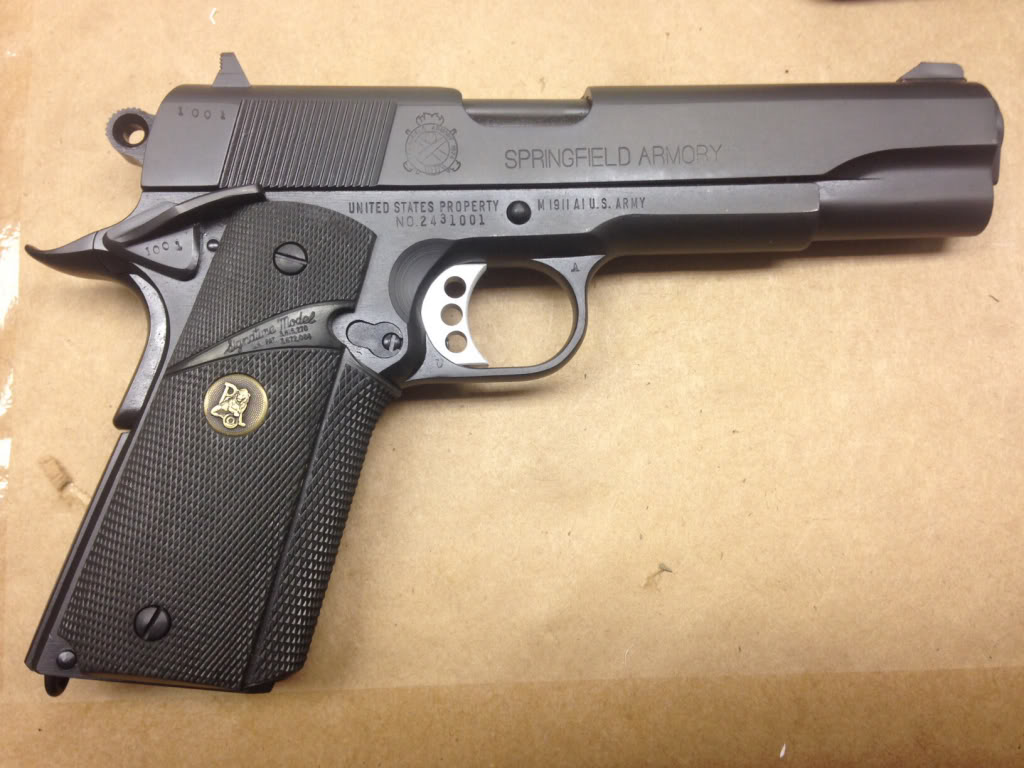
MEUSOC

- M45A1 CQBP - V roce 2012 námořní pěchota udělila společnosti Colt kontrakt na až 12 000 pistolí M45A1 s počáteční objednávkou 4036 pistolí.  Námořní pěchota dodala pistoli M45A1 průzkumným rotám, MARSOC a speciálním reakčním týmům z kanceláře provostního maršála.  Vylepšená M45A1 CQBP se vyznačuje několika změnami oproti původní konstrukci M1911A1. Jednou z nich je systém dvojité vratné pružiny, který rozkládá sílu zpětného rázu náboje ráže .45 ACP snížením maximální síly zpětného rázu. Má také tříbodová tritiová noční mířidla , 5palcovou hlaveň National Match, oboustrannou pojistku, lištu Picatinny a pouštně hnědou povrchovou úpravu Cerakote.   V roce 2016 velení USMC uvedlo, že MARSOC nahradil M45A1 pistolí Glock 19, a to převážně z logistického hlediska, nikoli z hlediska výkonu a spolehlivosti, v důsledku toho, že Glock 19 používaly i jiné pobočky SOCOM. V březnu 2019 jednotky Force Recon a další stále používají M45A1 a některé jednotky mají jako alternativu Glock 19 nebo Berettu M9A1.  Současná M45A1 nemá na závěru označení „USMC“ ani pro vojenský, ani pro civilní prodej. Velitelství námořní pěchoty požádalo společnost Colt, aby pistole tímto označením přestala. Všechny M45A1 jsou v současné době označeny „COLT M45A1“ a mají tmavší, plochý povrch typu tmavě zemní iontová vazba, který Colt označuje jako „Decobond“. I když není tak odolný vůči korozi, je to mnohem trvanlivější povrch.  M45A1 je dodávána se sedmirannými zásobníky Wilson Combat 47 a jedná se o zbraň produkční třídy, která vychází ze stejného modelu jako komerční M45A1 se shodným označením a díly. Colt také nabízí civilní model pro dosažení vyšší přesnosti, ale model pro námořní pěchotu je pistole produkční třídy.

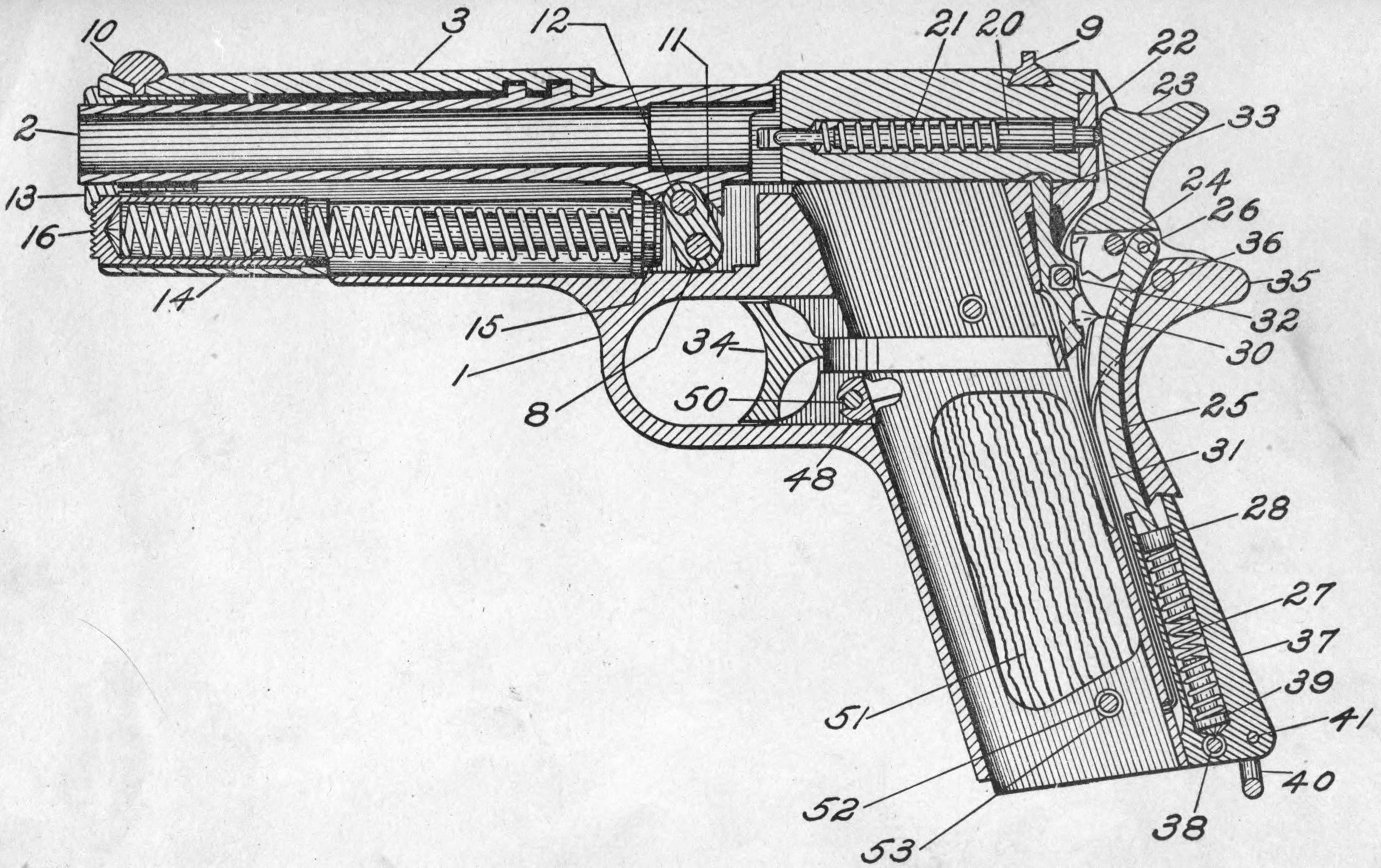
Nákres pistole M1911
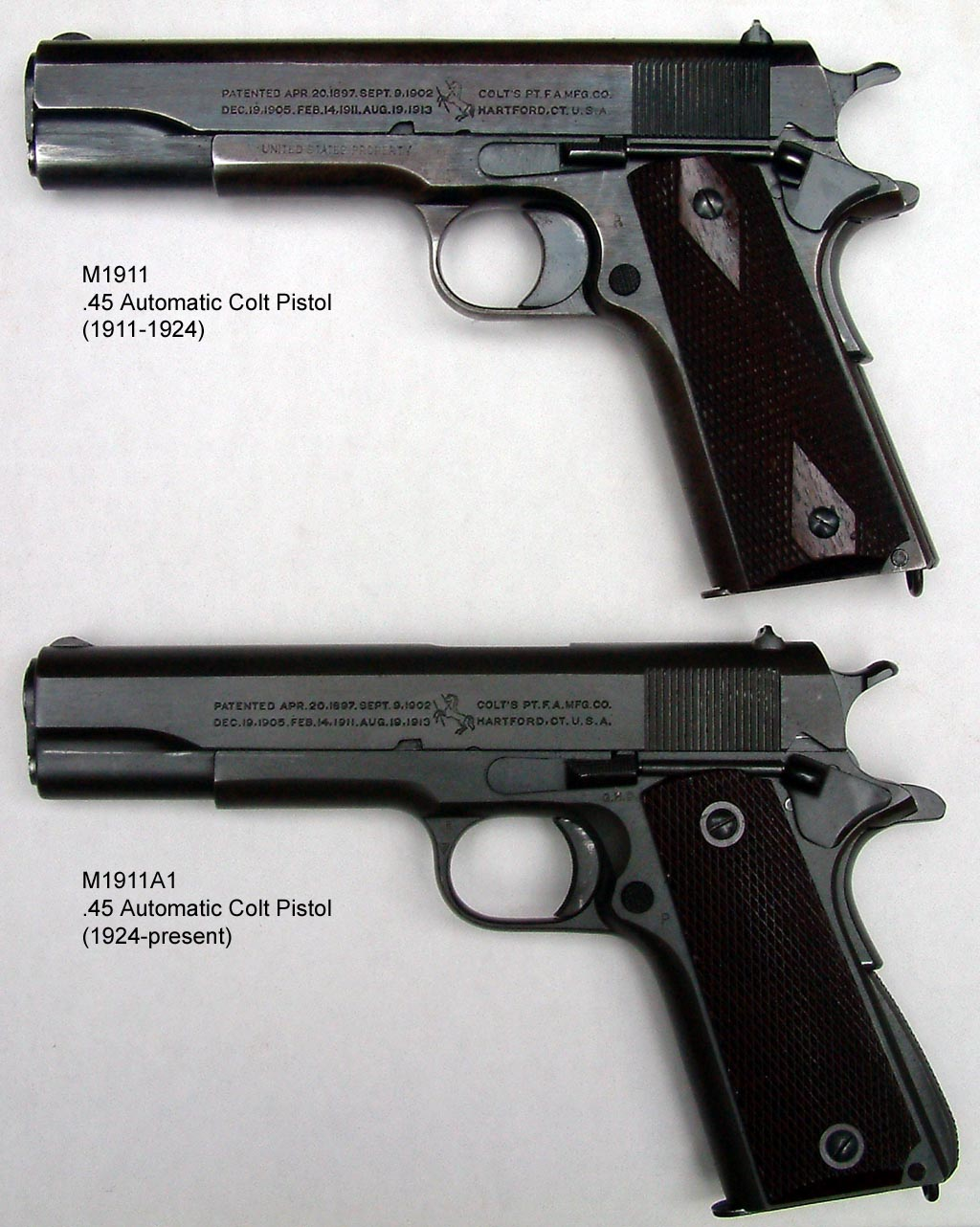
Porovnání pistolí M 1911 a M 1911 A1
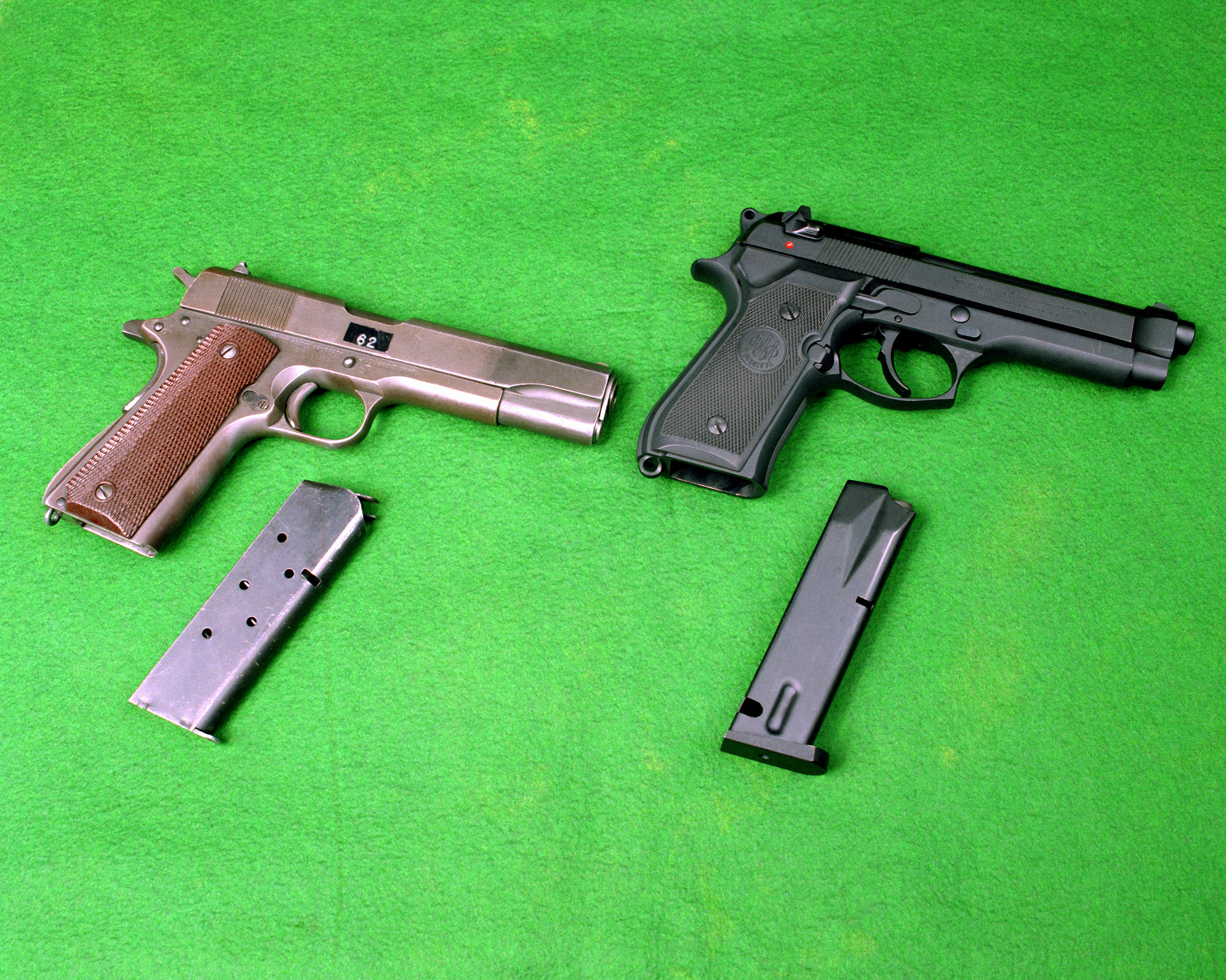
Pistole M 1911 A1 a její následovnice M9 (Beretta 92 F)
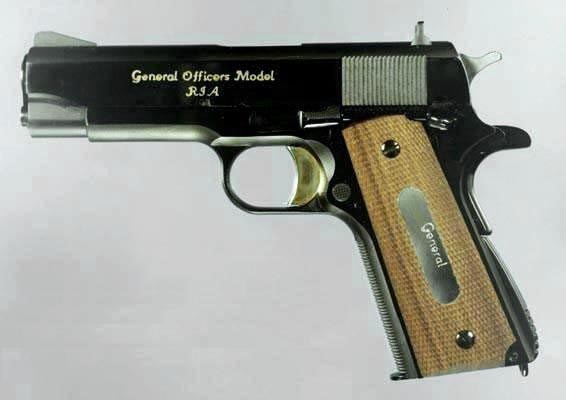
M15 General Officers